# Julija Klymenko
Julija Leonidiwna Klymenko (ukrainisch Юлія Леонідівна Клименко; * 5. Oktober 1976) ist eine ukrainische Ökonomin und Politikerin.

## Leben
Julija Klymenko machte zwischen 1993 und 1997 ihren Bachelor an der Kiew-Mohyla-Universität und von 1997 bis 1999  absolvierte sie ein Studium am International Management Institute (MIM) in Kiew, das sie mit einem Master-Abschluss in Business Administration abschloss.
Anschließend war sie in leitender Positionen in der Wirtschaft und als Leiterin des Büros des Ministeriums für wirtschaftliche Entwicklung und Handel der Ukraine tätig. Unter dem ukrainischen Wirtschaftsminister Aivaras Abromavičius war sie im zweiten Kabinett Jazenjuk von April 2015 bis Oktober 2016 Stellvertretende Ministerin für wirtschaftliche Entwicklung der Ukraine.
Klymenko war Vizepräsidentin der Kyiv School of Economics (KSE ukrainisch Київська школа економіки) sowie Vorsitzende der vom ukrainischen Rockmusiker Swjatoslaw Wakartschuk gegründeten Partei Stimme (ukrainisch Голос Holos).
Bei der Parlamentswahl in der Ukraine 2019 trat sie auf Listenplatz 2 ihrer Partei zur Abgeordnetenwahl der Werchowna Rada an.